# Костомукша-Пассажирская
Костому́кша-Пассажи́рская — промежуточная железнодорожная станция Октябрьской железной дороги на 90,36 км линии Ледмозеро — Костомукша — госграница.

## Общие сведения
К станции примыкают два перегона: Костомукша-Пассажирская — Кивиярви в нечётном направлении, однопутный перегон. Костомукша-Пассажирская — Костомукша-Товарная в чётном направлении, однопутный перегон. Расположена на северной окраине города Костомукша Костомукшского городского округа Республики Карелия. Станция была открыта в 1979 году в составе линии Ледмозеро — Костомукша. Линия не электрифицирована, несмотря на то что от станции Кочкома до станции Костомукша-Товарная ещё в начале 2000-х годов были установлены опоры контактной сети.
При станции имеется современный кирпичный вокзал с залом ожидания и билетными кассами. Посадочная платформа выложена тротуарной плиткой и освещается современными светильниками с лампами ДНаТ, подключёнными к централизованному освещению. Также на платформе установлен современный пассажирский павильон.

## Пассажирское движение
| Сезонное обращение поездов                |
| ----------------------------------------- |
| Костомукша-Петрозаводск № 680А            |
| Петрозаводск-Костомукша № 680Ч            |
| Костомукша-Анапа № 680А (Бесперес. вагон) |
| Анапа-Костомукша № 293С (Бесперес. вагон) |

| Круглогодичное обращение поездов                  |
| ------------------------------------------------- |
| Костомукша-Санкт-Петербург № 350В                 |
| Санкт-Петербург-Костомукша № 350А                 |
| Костомукша-Петрозаводск № 350В (Бесперес. вагоны) |
| Петрозаводск-Костомукша № 682А (Бесперес. вагоны) |

| Пригородное обращение по станции             |
| -------------------------------------------- |
| Костомукша-Кемь № 6640 (май, лето, сентябрь) |
| Кемь-Костомукша № 6639 (май, лето, сентябрь) |
| Костомукша-Лендеры № 6674/6673               |
| Лендеры-Костомукша № 6671/6672               |

## Галерея

Станция Костомукша-Пассажирская
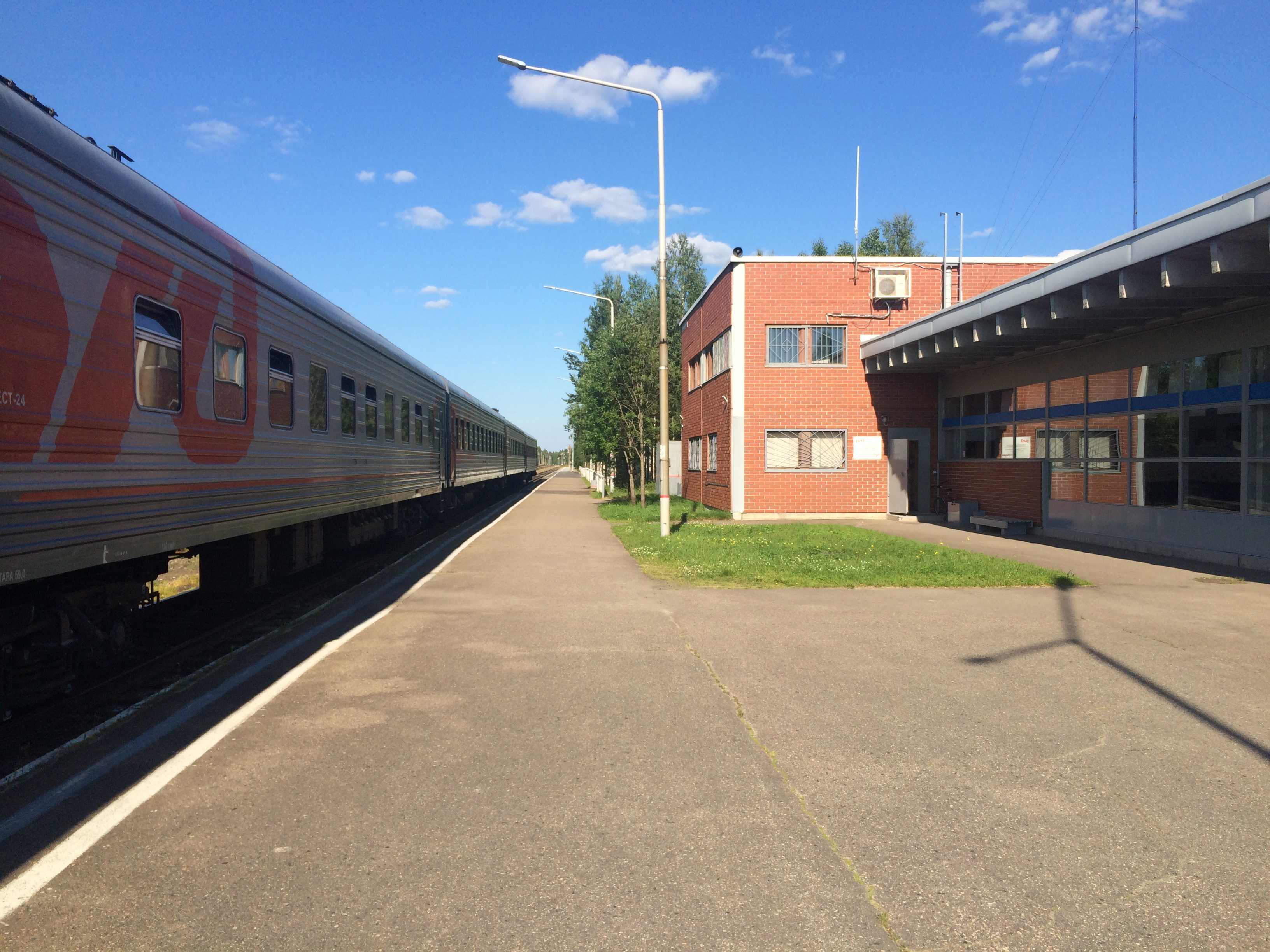
Вид в сторону ст. Костомукша-Товарная.
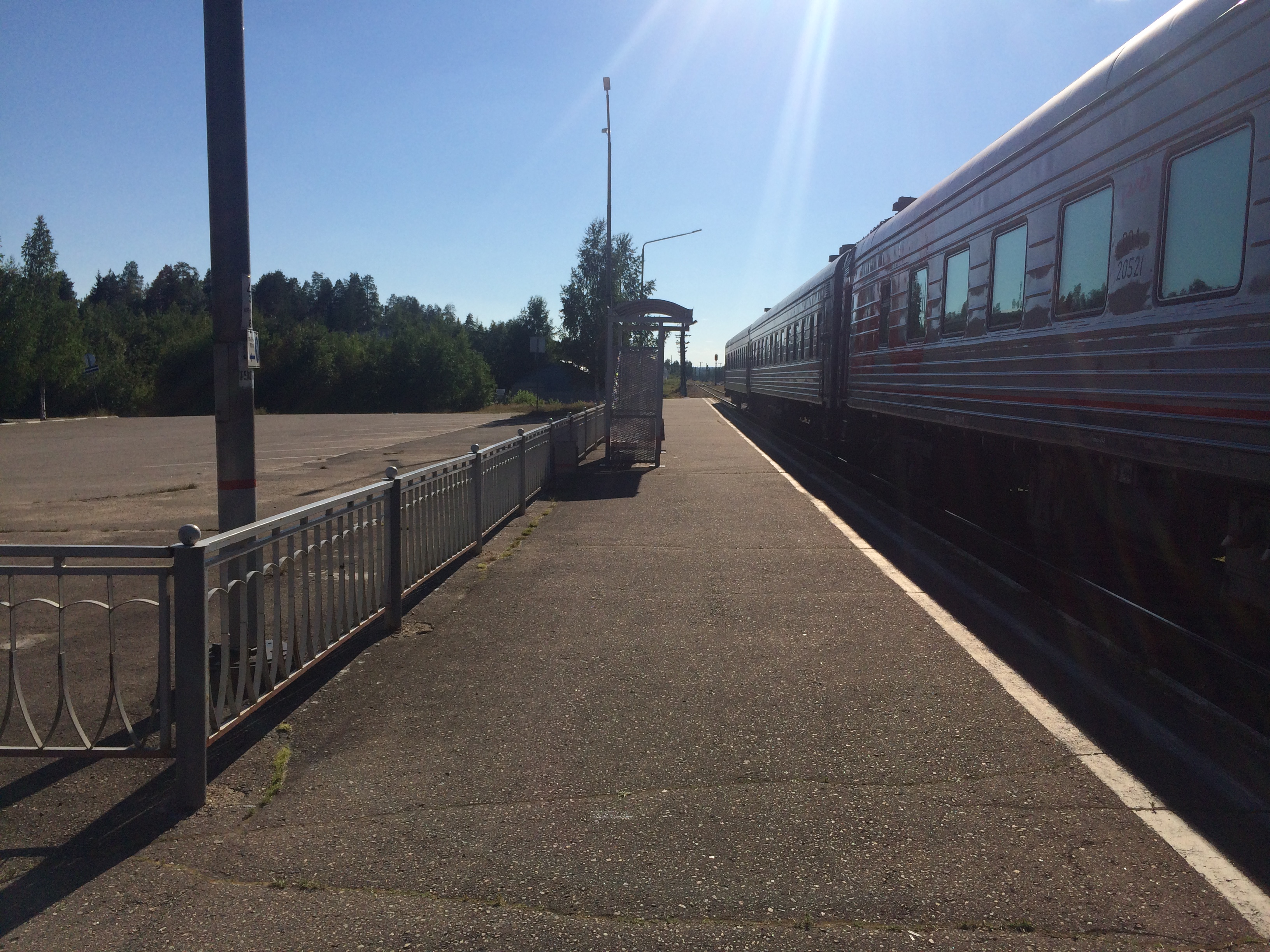
Вид в сторону ст. Кивиярви.
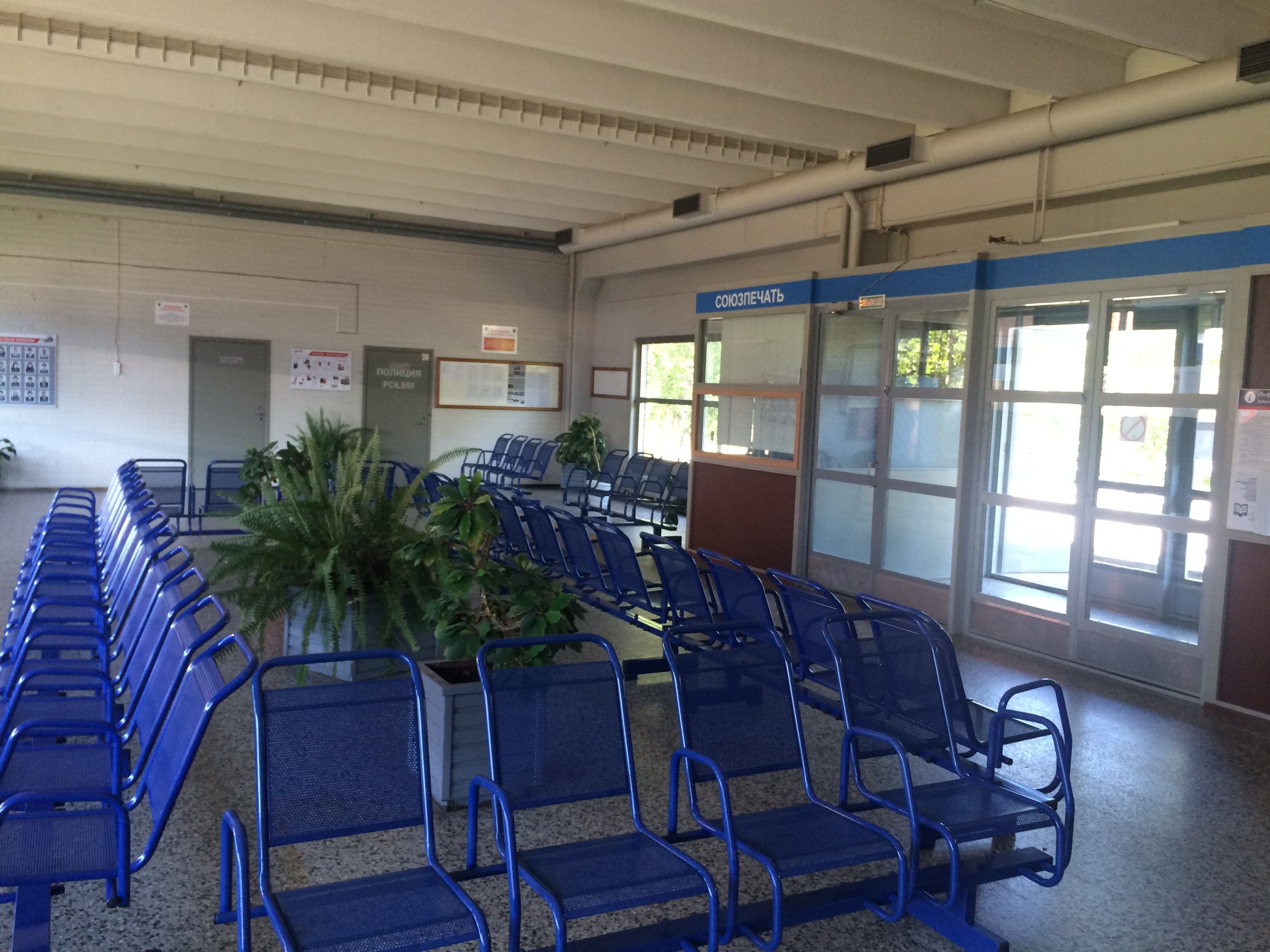
Зал ожидания.
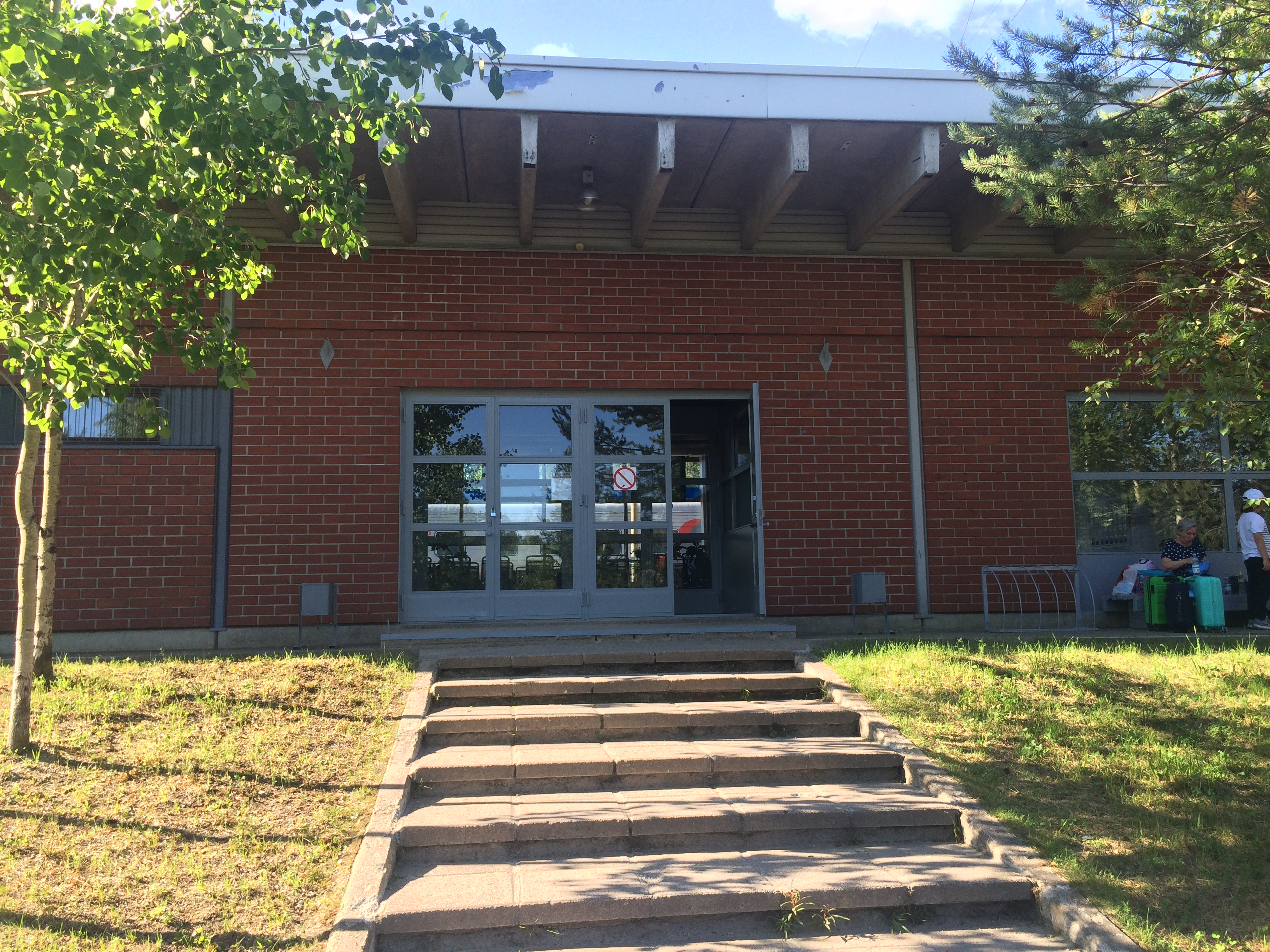
Центральный вход в вокзал.